# Gymnadenia pyrenaeensis
Gymnadenia pyrenaeensis là một loài thực vật có hoa trong họ Lan. Loài này được W.Foelsche mô tả khoa học đầu tiên năm 1999.